# 대상a
〈대상a〉(일본어: 対象a 타이쇼에이[*])는 2007년 8월 22일에 발매된 Annabel와 bermei.inazawa와의 유닛. anNina의 1번째 싱글이다.

## 개요
텔레비전 애니메이션 《쓰르라미 울 적에 해》의 엔딩 테마로, 재즈 풍의 음악이다.

## 수록곡
1. 대상a [4:15]
작사 : interface, 작곡・편곡 : bermei.inazawa
2. 로트실트Rh- [5:22]
작사 : interface, 작곡・편곡 : bermei,inazawa
3. 대상a (instrumental)
4. 로트실트Rh- (instrumental)